# Бойко Ананій
Бойко Ананій (16 грудня 1888, Слобода— після 1938)—украънський  військовик, командир муштрової сотні Житомирського вільного козацтва; поручник піхоти Армії УНР.
Відповідно до українського законодавства є борцем за незалежність України у ХХ столітті.

## Біографія
Закінчив Липовецьку 2-класну вчительську школу та Бобрицьку школу садівництва 1-го розряду на Київщині. Учасник Першої світової війни (січень 1915— 1 грудня 1917).
У «Curriculum vitae» писав:
| “3 15 листопада 1918 року по 1 березня 1919 року — у 1-ій Білоцерківській резервній бригаді. З 1 березня по 1 липня 1919 року - у Волинській губерніальній комендатурі. З комендатури перейшов до Державної інспектури Генштабу, тут находився до 20 листопада 1919 року. Пізніше потрапив до Ланцуту. З 1 червня 1920 року по 15 липня 1921 року працював у Похідній канцелярії Головного Отамана. Пізніше до 1 жовтня 1924 року працював у ріжних садових закладах Польщі садівником. 16 липня 1925 року”. |
Закінчив агрономічно-лісовий факультет Української Господарської академії (1925—1929). Дипломна робота «Проект крохмальні на 500 тон картоплі добової продукції».
Лікар УГА Олександр Плітас 25 січня 1930 року дав довідку до деканату агрономічно-лісового факультету УГА, що в 1928 році студент Ананій Бойко два з половиною місяці лежав у лікарні міста Німбурка, а потім 4 місяці лікувався вдома. Ще рік перебував на лікуванні при амбулаторії академії з огляду на сухий плеврит. Його прізвище є в списку випускників УГА, які працювали в культурно-просвітньому, економічному і громадсько-політичному житті на землях Карпатської України та Пряшівщини.
З 1933 року учителював в українській школі в с. Колочава на Закарпатті.